# 王元慶
王元慶（?—?），安徽省廬州府舒城縣人，清朝政治人物、進士出身。

## 生平
光緒二十年（1894年），参加光緒甲午科殿試，登進士二甲95名。同年五月，以主事分部学习。